# حليب الأرز

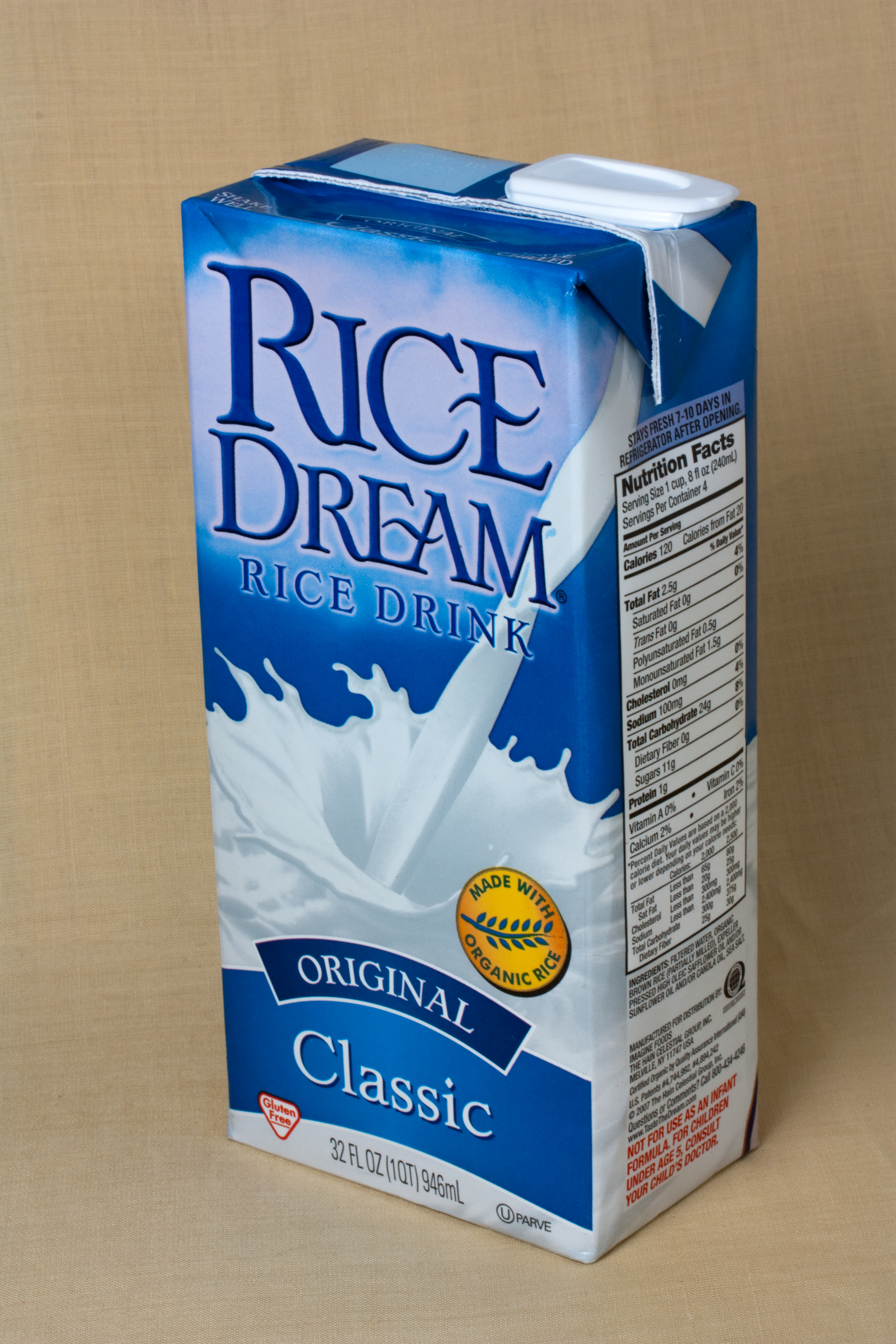
حليب الأرز ويباع في ألمانيا (حيث يحظر القانون استخدام كلمة «حليب» في التسمية لأي حليب غير حيواني).

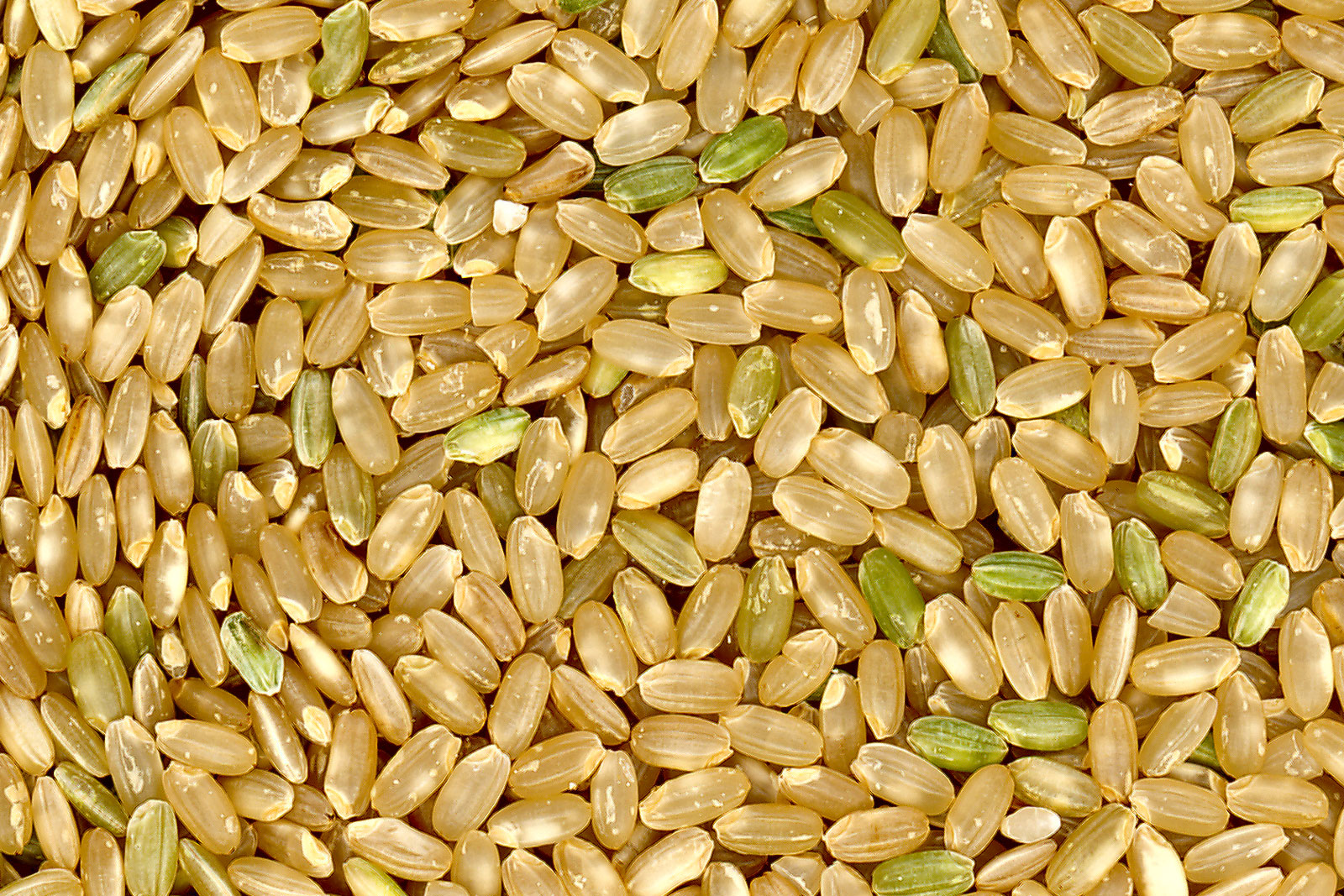
أرز بني.

حليب الأرز (بالإنجليزية: Rice milk)‏، وهو أحد أنواع حليب الحبوب المصنعة من الأرز. ويكون في الغالب مصنوعاً من الأرز البني غير المحلّى. تتم تحلية معظم أصناف حليب الأرز من خلال العملية الأنزيمية الطبيعية، تقسيم الكربوهيدرات إلى سكريات، وخاصة الجلوكوز، كما في شراب الأمازاكي الياباني. كما أن بعض أنواع حليب الأرز تحلى بشراب قصب السكر أو منتجات السكر الأُخرى.

## التغذية
حليب الأرز (غير المحلى) يتكون من 89٪ ماء، 9٪ كربوهيدرات، 1٪ دهون، ويحتوي على بروتين ضئيل. توفر الكمية المرجعية 100 مل 47 سعرًا حراريًا، وإذا تم تقويتها عن قصد أثناء التصنيع تصبح 26٪ من القيمة اليومية(DV) لفيتامين ب 12. كما أنه يوفر الكالسيوم (12٪ DV؛ المقوى) والمنغنيز (13٪ DV ؛ المقوى) بكميات معتدلة، ولكن بخلاف ذلك يكون منخفضًا في المغذيات الدقيقة. يمكن أن تكون تغذية الرضع بحليب الأرز فقط (كبديل لحليب الأبقار أو الأم) قاتلة.

## مقارنته بحليب الأبقار
مقارنة بحليب البقر، يحتوي حليب الأرز على كربوهيدرات أكثر (9٪ مقابل 5٪)، لكنه لا يحتوي على كميات كبيرة من الكالسيوم أو البروتين، ولا يحتوي على كوليسترول أو لاكتوز. غالبًا ما يتم تدعيم العلامات التجارية لحليب الأرز بالفيتامينات والمعادن ، بما في ذلك الكالسيوم وفيتامين ب 12 وفيتامين ب 3 والحديد. يحتوي على مؤشر نسبة السكر في الدم 86 مقارنة بـ 37 للحليب الخالي من الدسم و 39 للحليب كامل الدسم. حليب الأرز هو الأقل حساسية من بين أنواع حليب النباتات ، ويمكن أن يستهلكه الأشخاص الذين يعانون من عدم تحمل اللاكتوز، ولديهم حساسية من فول الصويا أو الحليب. كما أنها تستخدم كبديل لمنتجات الألبان من قبل النباتيين.

## العلامات التجارية
تتوفر الماركات التجارية لحليب الأرز بنكهات مختلفة ، مثل الفانيليا، وكذلك غير المنكهة، ويمكن استخدامها في العديد من الوصفات كبديل لحليب البقر التقليدي.

## تجهيزة
يُصنع حليب الأرز تجاريًا عن طريق ضغط الأرز من خلال مطحنة، متبوعًا بالترشيح والخلط في الماء. يمكن صنعه في المنزل باستخدام دقيق الأرز وبروتين الأرز البني، أو بغلي الأرز البني بكمية كبيرة من الماء وخلطه وتصفية الخليط.

## المخاوف البيئية
تتطلب حقول الأرز موارد مائية كبيرة، وقد تمكن الأسمدة ومبيدات الآفات من الهجرة إلى المجاري المائية. تطلق البكتيريا التي تعيش في حقول الأرز غاز الميثان في الغلاف الجوي ، مما يؤدي إلى انبعاث غازات الاحتباس الحراري بكميات أكبر من أنواع الألبان النباتية الأخرى. يستخدم حليب الأرز كمية أقل من الماء مقارنة بحليب الألبان وحليب اللوز ، ولكنه يستخدم أكثر بكثير من حليب الصويا أو حليب الشوفان.